# مسجد جامع زواره
مسجد جامع زواره مربوط به دوره سلجوقیان است و در زواره، متری حسن‌آباد، کوچه پامنار واقع شده و این اثر در تاریخ ۱۲ اسفند ۱۳۱۵ با شمارهٔ ثبت ۲۸۳ به‌عنوان یکی از آثار ملی ایران به ثبت رسیده‌است.

## پلان
اولین مسجدی که اساساً با طرح چهار ایوانه ساخته شده‌است، مسجد جامع زواره می‌باشد.

## تاریخ بنا
ساختمان این مسجد در سال ۵۳۰ هجری قمری اتمام یافت و محراب آن نیز که از زیباترین بخش‌های بنا است در سال ۵۵۱ هجری قمری ساخته شده‌است.

## کتیبه‌های مسجد
کتیبهای که تاریخ ساختمان مسجد جامع زواره را به دست می‌دهد، بر خلاف معمول در قسمت بالای نمای رو به صحن قرار گرفته‌است. این کتیبه که به خطّ کوفی بسیار ساده نوشته شده و با آجر تراشیده ساخته شده‌است، با کتیبه‌های قرون پنجم و ششم موجود در بسیاری از بناهای اصفهان و اطراف آن شباهت کامل دارد. پس از بسم الله آیة ۱۸ از سورة ۹ خوانده می‌شود و سپس متن تاریخی آغاز شده که متأسفانه از غالب کلمات جز قطعات ناقصی بر جای نمانده‌است. به همین سبب قرائت آن بسیار مشکل است و تنها می‌توان کلمات زیر را در آن بازیافت:
أمر ببناء… الفقیر الی رحمه الله… احمد… ثلثین و خمس مائه.
کتیبه‌ای که در قسمت گردن گنبد شبستان محراب را دور می‌زند، از گچ ساخته شده؛ حروف آن که به خطّ کوفی مزیّن به گل‌ها و برگ‌هاست، بر زمینه‌ای از نقوش اسلیمی بسیار چشمگیر حک شده‌است. این بخش از تزیینات به شدّت صدمه دیده و ضایع شده‌است. از آنچه باقی مانده می‌توان دریافت که کتیبه شامل آیات ۱۸۷ و ۱۸۸ از سورة ۳ بوده و پس از آن متن تاریخی کتیبه آمده که ظاهراً حاوی تاریخ بوده‌است، ولی با وضع موجود چیزی از آن کشف نمی‌شود.
محراب که در وضعیّتی عالی حفظ شده، حاوی کتیبه‌ای است به خطّ کوفی به همراه دو کتیبة دیگر به خطّ نسخ. قسمت بالای کتیبة خارجی شامل آیة ۵۲ از سوره ۷ است. یکی از دو کتیبه‌ای که به خطّ نسخ است، همان آیه‌ای که در کتیبة صحن آمده یعنی آیة ۱۸ از سوره ۹ را تکرار کرده‌است و کتیبة سوّم آیات ۱۸۷ و ۱۸۸ از سورهٔ ۳ یعنی همان آیاتی را که کتیبة نواری شکل گردن گنبد را آذین کرده‌اند، عرضه می‌دارد.